# Historisches Lexikon des Fürstentums Liechtenstein
O Léxico Histórico do Principado de Liechtenstein (em alemão: Historisches Lexikon des Fürstentums Liechtenstein) é uma enciclopédia sobre a história de Liechtenstein, publicada pela primeira vez em 2013 e disponível gratuitamente na internet desde 2018.

## História
O projeto foi fortemente inspirado no Dicionário Histórico da Suíça.  Em 1990, o historiador Arthur Brunhart tornou-se editor-chefe do projeto e, depois, gerente do projeto de 2001 a 2013.  Apoiado por um conselho consultivo científico que se reúne duas vezes por ano, Brunhart foi o único editor responsável pela implementação do projeto a partir de 1990.   Ele iniciou quatro seminários em Liechtenstein, realizados entre 1994 e 1996 nas universidades de Zurique, Freiburg, Innsbruck e Salzburgo, respectivamente, dedicados ao desenvolvimento do léxico histórico. 
Como se tornou evidente que os recursos humanos eram limitados no desenvolvimento do projecto, este foi transferido para o governo do Liechtenstein depois de o Landtag do Liechtenstein ter aprovado o financiamento do projecto em 2000.  A partir de 2001, três historiadores, até sete após a publicação, formaram uma equipe editorial para desenvolver o projeto, incluindo historiadores notáveis como Peter Geiger.   O prazo de conclusão foi definido para dezembro de 2011, com o léxico histórico sendo lançado pela primeira vez em dois volumes em janeiro de 2013 pela editora suíça Chronos Verlag.  

## Conteúdo e versões
O léxico histórico contém artigos temáticos, geografia, história geral e artigos biográficos relacionados a Liechtenstein. No momento da sua publicação, tinha 1142 páginas que continham 2600 artigos, 510 fotos e 232 outras ilustrações. 
O Instituto de Liechtenstein começou a trabalhar na digitalização dos dois volumes em setembro de 2016, de acordo com o governo de Liechtenstein. O conceito técnico para implementar este projeto foi baseado em uma solução MediaWiki. Está disponível on-line desde 13 de novembro de 2018 e não há mais planos de adições impressas. O instituto é agora o único proprietário do léxico histórico e o atualiza de acordo. 